# NGC 2215
NGC 2215 је расејано звездано јато у сазвежђу Једнорог које се налази на NGC листи објеката дубоког неба.
Деклинација објекта је - 7° 17' 2" а ректасцензија 6h 20m 49,2s. Привидна величина (магнитуда) објекта NGC 2215 износи 8,4. NGC 2215 је још познат и под ознакама OCL 550.